# Akil Mitchell
Pour les articles homonymes, voir Mitchell.
Akil Anthony Mitchell, né le 26 juin 1992 à Charlotte en Caroline du Nord, est un joueur américano-panaméen de basket-ball.

## Biographie
Il participe à la NBA Summer League 2014 avec les Rockets de Houston. Plus tard, il signe un contrat avec les Rockets, mais Houston décide de résigner son contrat. En novembre 2014, il signe aux Vipers de Rio Grande Valley.
Le 25 novembre 2021, Mitchell quitte le club turc du Pınar Karşıyaka pour rejoindre les Allemands du Brose Baskets.